# Gömörnánás
Gömörnánás (1899-ig Nasztraj, szlovákul: Novácany) Gömörliget településrésze, korábban önálló falu Szlovákiában, a Besztercebányai kerületben, a Nagyrőcei járásban.

## Fekvése
Nagyrőcétől 23 km-re, délkeletre fekszik.

## Története
A falu határában már a 11. századtól vasat bányásztak. A Zách család birtokán keletkezett a 13. században, első írásos említése 1258-ból „Zahy” alakban történik. 1337-ben „Noztre”, 1427-ben „Naztrad”, 1486-ban „Nostray”, 1563-ban „Nowaczan” alakban említik. Lakói vasércbányászattal és fazekasmesterséggel, később főként mezőgazdasággal foglalkoztak. A 15. században a Giczey család birtokolta. 1427-ben 16 porta után adózott. A 16. századtól több nemesi család birtoka volt.
A 18. század végén Vályi András így ír róla: „NASZTRAJ. Novacani. Tót falu Gömör Várm. földes Urai Czékus, és több Uraságok, lakosai külömbfélék, fekszik Süvetének szomszédságában, és annak filiája, földgye termékeny, piatzozása közel, fája mind a’ két féle van, malma közel, legelője szoross.”
1828-ban 50 házában 334 lakos élt, akik főként mezőgazdasággal foglalkoztak. A 19. századra a fazekasság is jelentősen fejlődött.
A 19. század közepén Fényes Elek eképpen írja le: „Nasztraj, magyar-tót falu, Gömör és Kis-Honth egyesült vmegyékben, 216 kath., 68 evang., 43 ref. lak. Cserépedény égetés. Jó határ. F. u. többen.”
Borovszky monográfiasorozatának Gömör-Kishont vármegyét tárgyaló része szerint: „Nasztraj, murányvölgyi magyar kisközség, 55 házzal és 225 ev. ref. vallású lakossal. Már 1351-ben Nostre néven szerepel. 1427-ben Naztrad alakban van említve, a XVI. század elején ellenben, a mikor a Giczey család a földesura, Nosztraj a neve. Később az Orosz család, azután a Diószeghy, Hámos, Fáy és a Czékus családok az urai. Református temploma 1760-ban épült. Postája, távírója és vasúti állomása Licze-Gicze.”
A trianoni diktátumig Gömör-Kishont vármegye Nagyrőcei járásához tartozott, ezután a csehszlovák állam része lett. 1938 és 1944 között visszakerült Magyarországhoz.
1963-ban Gömörliget néven Mikolcsánnyal egyesítették.

## Népessége
1910-ben 229-en, túlnyomórészt magyarok lakták.

## Nevezetességei
- Református temploma 1787-ben épült.

## Lásd még
- Gömörliget
- Mikolcsány

## Külső hivatkozások
- Gömörliget községinfó
- Gömörliget Szlovákia térképén
- Travelatlas.sk
- E-obce.sk